# Carlos Moedas
Carlos Moedas (Beja, 10 agosto 1970) è un ingegnere, economista e politico portoghese, Commissario europeo per la ricerca, la scienza e l'innovazione nella Commissione Juncker dal 2014 al 2019 e sindaco di Lisbona dal 2021.

## Biografia
Carlos Manuel Félix Moedas è nato il 10 agosto 1970 a Beja, in Portogallo, figlio del comunista José "Zé" Moedas, cofondatore del giornale locale Diário do Alentejo, e di un'educatrice.
Moedas ha studiato all'Università di Lisbona, laureandosi nel 1993 in ingegneria civile presso l'Instituto Superior Técnico. Grazie al progetto Erasmus ha passato il suo ultimo anno di studi all'École nationale des ponts et chaussées di Parigi.
Ha ottenuto un diploma di Master in Business Administration alla Harvard Business School nel 2000.

### Carriera professionale
Lasciata l'università Moedas ha lavorato come project manager presso SUEZ in Francia, tra il 1993 e il 1998.
Nei due anni successivi ha studiato presso la Harvard Business School, dove nel 2000 ha ottenuto un MBA.
In seguito tornò in Europa a lavorare come esperto di fusioni e acquisizioni per Goldman Sachs a Londra. Ha poi lavorato all'Eurohypo Investment Bank, presso la divisione Real Estate Investment Banking, prima di tornare, nell'agosto del 2004, in Portogallo, dove entrò nella società di consulenza immobiliare Aguirre Newman Portugal, divenendone amministratore delegato fino al 2008, anno in cui fondò la sua società di gestione degli investimenti, la Crimson Investment Management.

### Carriera politica
A seguito della crisi del debito sovrano europeo, Moedas è stato nominato coordinatore dell'Unità di ricerca economica del Partito Socialdemocratico (PSD); questo lo portò ad essere negoziatore per il PSD, insieme a Eduardo Catroga, per l'approvazione del Bilancio dello Stato portoghese del 2011.
Grazie a questo incarico, fu scelto dal suo partito come candidato alle elezioni legislative del 5 luglio 2011, dove fu eletto all'Assemblea della Repubblica, primo deputato per la circoscrizione di Beja del PSD dal 1995.
Il giorno seguente al suo ingresso in parlamento, il 21 giugno 2011, fu nominato da Pedro Passos Coelho Sotto-segretario di Stato del Primo ministro nel XIX Governo costituzionale.
Moedas sovrintese a ESAME, l'agenzia creata per controllare e verificare l'attuazione delle riforme strutturali concordate nell'ambito del programma di assistenza della troika composta da Commissione europea, Banca centrale europea e Fondo monetario internazionale.
Il 6 e 7 giugno 2013 ha partecipato come relatore all'Economic Ideas Forum organizzato ad Helsinki dal Wilfried Martens Centre for European Studies, la fondazione del Partito popolare europeo.

### Commissario europeo
Il 10 settembre 2014 è designato come commissario europeo del Portogallo in seno alla commissione Juncker, in cui gli è stato affidato il portafoglio per la ricerca, la scienza e l'innovazione.

### Sindaco di Lisbona
Nel marzo 2021 Moedas ha annunciato la sua candidatura a sindaco di Lisbona in occasione delle elezioni amministrative del 2021. Il 26 settembre è stato eletto dai cittadini della capitale portoghese ed è entrato in carica il 18 ottobre 2021.

## Vita privata
Nel 2000 si è sposato con Céline Dora Judith Abecassis, ebrea francese e sefardita, professoressa universitaria e madre dei suoi tre figli.